# Joely Fisher

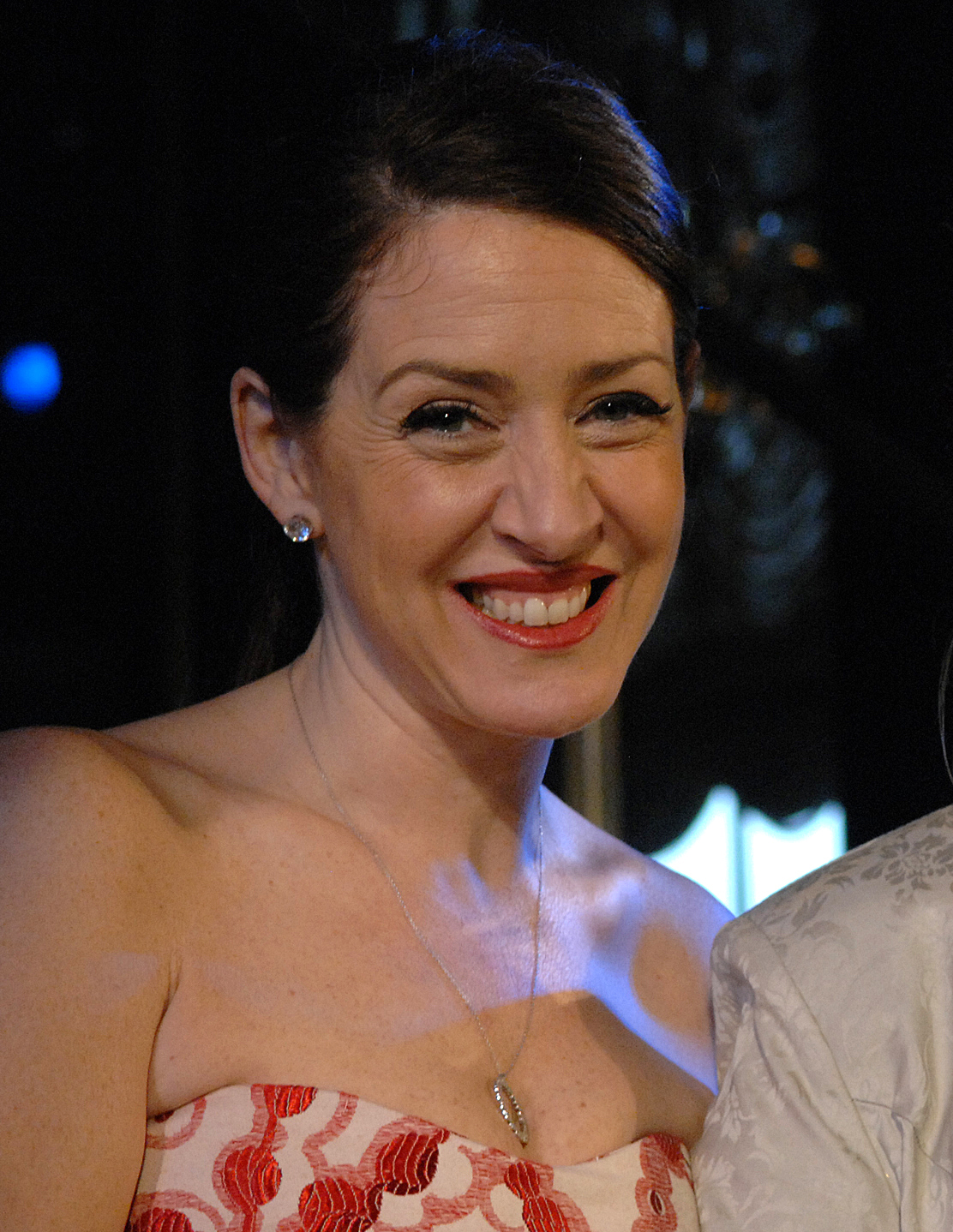
Joely Fisher (2007)

Joely Fisher (* 29. Oktober 1967 in Burbank, Kalifornien) ist eine US-amerikanische Schauspielerin.

## Leben und Karriere
Joely Fisher ist die Tochter des Sängers Eddie Fisher und der Schauspielkollegin Connie Stevens; Carrie Fisher war ihre Halbschwester. Fisher wuchs nach der Scheidung ihrer Eltern bei ihrer Mutter auf. Im Alter von sieben Jahren spielte sie bereits in einem Theater in Las Vegas. Zeitweise studierte sie an einer Universität in Paris sowie am Emerson College.
Fisher spielte ihre erste Filmrolle an der Seite von Patricia Arquette in der Komödie Die Bikinifalle (1987), in der ihre Schwester Tricia Leigh Fisher eine der Hauptrollen übernahm. In der Komödie Geht’s hier nach Hollywood? (1994) trat sie an der Seite von Nick Nolte auf, in der Komödie Die Maske (1994) war sie neben Jim Carrey zu sehen. In der Komödie Lifesavers – Die Lebensretter (1994) spielte sie die Rolle von Susan, der Freundin von Philip (Steve Martin). Von 1994 bis 1998 spielte sie neben Ellen DeGeneres in der Fernsehserie Ellen. Für diese Rolle wurde sie 1998 für den Golden Globe nominiert. 2005 trat sie in der Fernsehserie Desperate Housewives auf. Von 2006 bis 2010 spielte sie in der Fernsehserie Ehe ist… eine Hauptrolle.
Fisher ist seit 1996 mit dem Kameramann Christopher Duddy verheiratet und hat drei Töchter.

## Filmografie (Auswahl)
- 1987: Die Bikinifalle (Pretty Smart)
- 1993: Golden Palace (The Golden Palace, Fernsehserie, Folge 1x14)
- 1994: Geht’s hier nach Hollywood? (I’ll Do Anything)
- 1994: Die Maske (The Mask)
- 1994: Lifesavers – Die Lebensretter (Mixed Nuts)
- 1994–1998: Ellen (Fernsehserie, 95 Folgen)
- 1996: Outer Limits – Die unbekannte Dimension (The Outer Limits, Fernsehserie, Folge 2x20)
- 1997: Du hast dein Kind mißbraucht – Rufmord aus Rache (Seduction in a Small Town, Fernsehfilm)
- 1998: Durst – Die Epidemie (Thirst)
- 1999: Inspektor Gadget (Inspector Gadget)
- 2000: Normal, Ohio (Fernsehserie, 12 Folgen)
- 2000: Starlets (Grosse Pointe) (Fernsehserie, 5 Folgen)
- 2002–2003: Baby Bob (Fernsehserie, 14 Folgen)
- 2003–2005: Wild Card (Fernsehserie, 36 Folgen)
- 2005–2006: Desperate Housewives (Fernsehserie, 5 Folgen)
- 2006–2010: Ehe ist… (’Til Death, Fernsehserie, 81 Folgen)
- 2014–2016: Last Man Standing (Fernsehserie, 6 Folgen)
- 2016: Scorpion (Fernsehserie, Folge 2x19)
- 2016: Modern Family (Fernsehserie, Folge 8x08)
- 2016: Search Engines
- 2016: The Disappointments Room
- 2017: The Tribes of Palos Verdes
- 2019: Fall Girls
- 2020: Looking for Mr. Wonderful
- 2021: Girl in the Basement
- 2021: The Disappearance of Mrs. Wu
- 2022: How I Met Your Father (Fernsehserie, Folge 1x09)
- 2023: Fantasy Island (Fernsehserie, Folge 2x05)